# Ioana Dumitriu

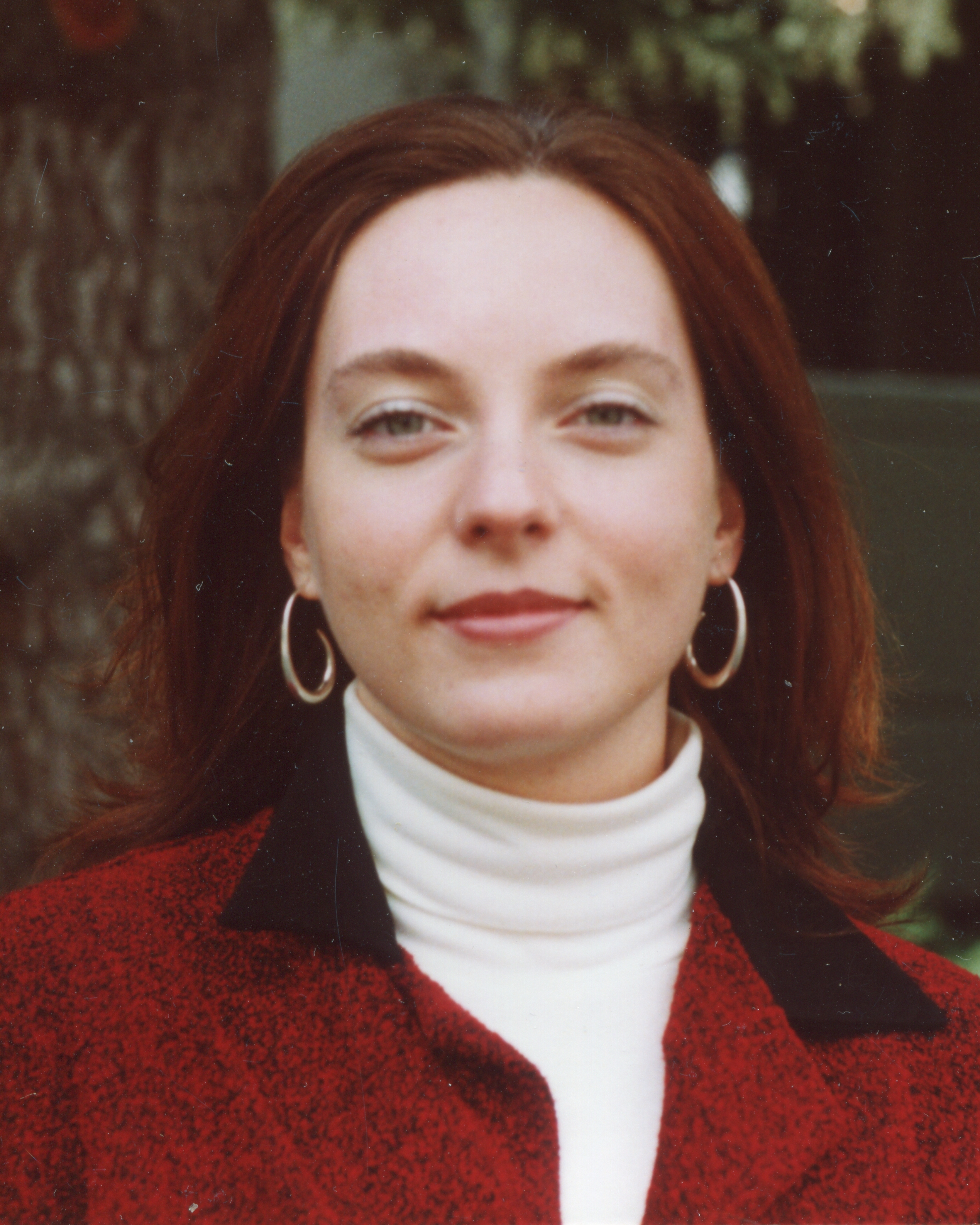
Ioana Dumitriu 2003

Ioana Dumitriu (* 6. Juli 1976 in Rumänien) ist eine rumänisch-US-amerikanische Mathematikerin.
Ioana Dumitriu, deren Eltern in Bukarest Professoren für Elektrotechnik waren, nahm schon als Schülerin in Rumänien an mathematischen Trainingscamps als Vorbereitung für die Internationale Mathematikolympiade teil. Sie studierte Mathematik an der New York University mit dem Bachelor-Abschluss 1999 und wurde 2003 am Massachusetts Institute of Technology bei Alan Edelman promoviert (Eigenvalue statistics for beta-ensembles). An der New York University wurde sie 1996 Putnam Fellow als erste Frau, das heißt, sie kam unter die ersten fünf im William Lowell Putnam Competition. 1995, 1996 und 1997 erhielt sie den Elizabeth Lowell Putnam Award, der an die besten weiblichen Teilnehmer vergeben wird. 2003 bis 2006 war sie Miller Research Fellow an der University of California, Berkeley. Danach lehrte sie an der University of Washington und war ab 2019 Professor an der University of California, San Diego.
Sie befasst sich mit numerischer linearer Algebra, Zufallsmatrizen, Maschinenlernen, diskreter Wahrscheinlichkeitstheorie, Spieltheorie und wissenschaftliches Rechnen. Mit Edelman führte sie Beta-Ensembles in der Theorie von Zufallsmatrizen ein.
Sie ist Fellow der American Mathematical Society (2012) und erhielt 2007 den Leslie Fox Prize in numerischer Analysis, der vom Institute of Mathematics and its Applications an junge Nachwuchswissenschaftler in numerischer Analysis vergeben wird. Sie erhielt 2009 einen Career Award der National Science Foundation.

## Schriften
- mit Alan Edelman: Matrix models for beta ensembles, Journal of Mathematical Physics, Band 43, 2002, S. 5830–5847, Arxiv
- mit A. Edelman: Eigenvalues of Hermite and Laguerre ensembles: large beta asymptotics, Annales de l'IHP, Probabilités et statistiques, Band 41, 2005, S. 1083–1099
- mit James Demmel, Olga Holtz: Fast linear algebra is stable, Numerische Mathematik, Band 108, 2007, S.  59–91, Arxiv
- mit A. Edelman: Global spectrum fluctuations for the {\displaystyle \beta }-Hermite and {\displaystyle \beta }-Laguerre ensembles via matrix models, Journal of Mathematical Physics, Band 47, 2006, S. 063302
- mit A. Edelman, G. Shuman: MOPS: Multivariate orthogonal polynomials (symbolically), Journal of Symbolic Computation, Band 42, 2007, S. 587–620
- mit J. Demmel, O. Holtz, P. Koev: Accurate and efficient expression evaluation and linear algebra, Acta Numerica, Band 17, 2008, S.  87–146
- mit P. Koev: Distributions of the Extreme Eigenvalues of {\displaystyle \beta }–Jacobi Random Matrices, SIAM Journal of Matrix Analysis and Applications, Band 30, 2008, S. 1–6
- mit S.Pal: Sparse regular random graphs: spectral density and eigenvectors, Annals of Probability, Band 40, 2012, S. 2197–2235